# América

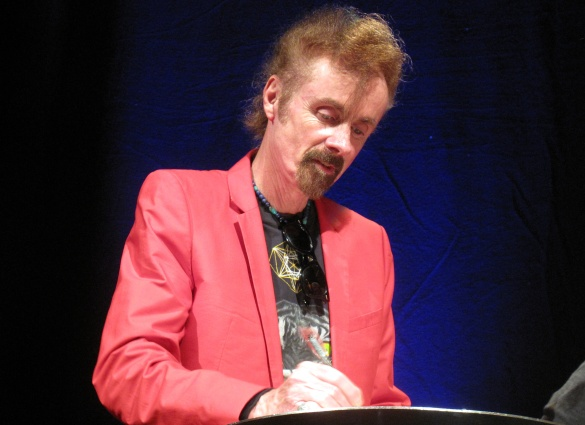
T. C. Boyle (2012)

América (Originaltitel The Tortilla Curtain; „Tortilla Curtain“ bezeichnet umgangssprachlich die „durchlässige“ Grenze zwischen Mexiko und den USA) ist ein Roman des US-amerikanischen Autors T. C. Boyle aus dem Jahr 1995. Hauptthemen sind amerikanische Werte, die teils begründeten, teils paranoiden Ängste und die Ausländerfeindlichkeit einer gehobenen Mittelschicht gegenüber illegalen Einwanderern sowie Armut und Umweltzerstörung.
Die deutsche Übersetzung stammt von Werner Richter.

## Handlung
Schauplatz des Romans ist das Gebiet um den Topanga Canyon bei Los Angeles Mitte der 1990er Jahre. Anhand der Geschichten zweier Paare, die vordergründig nichts zu verbinden scheint, skizziert Boyle zwei extrem unterschiedliche Welten. Zunehmend ergeben sich Kreuzungspunkte dieser Lebensgeschichten.
Delaney Mossbacher, New Yorker mit europäischen Wurzeln, lebt seit kurzer Zeit mit seiner zweiten Frau Kyra, Workaholic und erfolgreiche Immobilienmaklerin, sowie deren sechsjährigem Sohn aus erster Ehe, Jordan, in der vornehmen Wohnsiedlung Arroyo Blanco am äußersten Nordrand von Los Angeles. Delaney kommt aus gutsituierten Verhältnissen, sieht sich als liberal, ist begeisterter Wanderer, naturwissenschaftlich und ökologisch interessierter Journalist und schreibt eine monatliche Kolumne für eine Naturzeitschrift. Daneben kümmert er sich um Haushalt und Kind.
Sein Gegenspieler Cándido Rincón hat bereits etliche Sommer als illegaler Wanderarbeiter in den USA verbracht und ist unlängst mit seiner schwangeren 17-jährigen Lebensgefährtin América aus Mexiko nach Kalifornien geflohen. Die beiden campieren illegal in einem Canyon unterhalb einer vielbefahrenen Straße, zunächst unterhalb und nahe Arroyo Blanco.
Delaney und Cándido begegnen einander erstmals, als Cándido von Delaney angefahren und verletzt wird. Cándido spricht nur spanisch, macht aber klar, dass er weder Krankenwagen noch Polizei will. Delaney gibt ihm 20 Dollar und fährt weiter. Er glaubt, dass sich Cándido mit Absicht vor das Auto geworfen hat.
Eigentlich war Cándido – wie jeden Tag – auf dem Weg zu einer Arbeitsvermittlung, die sich nicht um Illegalität kümmert, hat jedoch in seinem Zustand keine Chance und kehrt in sein Camp zurück. Vom Hunger getrieben, geht wenige Tage später América trotz Cándidos Protest zu dieser Arbeitsvermittlung und bekommt am fünften Tag einen Job: steinerne Buddhastatuen mit ätzendem Lösungsmittel verkaufsfertig zu polieren. Zwar hintergeht sie der Padron sofort, indem er ihr die für sechs Arbeitsstunden versprochenen 25 Dollar erst nach acht Stunden auszahlt und sie auf dem Heimweg auch noch sexuell belästigt, doch ist dies Américas erstes selbstverdientes Geld, und die Freude, jetzt Essen für beide kaufen zu können, überwiegt. Bereits am zweiten Arbeitstag wird die Frau jedoch auf dem Heimweg von zwei Latinos beraubt und vergewaltigt. Sie wird nie wieder auf Arbeitssuche gehen.
Cándidos Gesundheitszustand bessert sich allmählich, und er findet „gut“ bezahlte Arbeit für drei Wochen, bis der wegen Krankheit ausgefallene, legal im Land lebende Latino, der eine Green Card hat, den Platz des Illegalen wieder einnimmt.
Delaney hat zu gleicher Zeit Probleme mit den Nachbarn: Die Überfremdung, zunehmend Thema in Arroyo Blanco, gibt angesichts seines Unfalls mit dem Mexikaner auch ihm zu denken, vor allem da auch Kyra die Illegalen als Beeinträchtigung ihres Immobiliengeschäfts erkennt. Kyra lässt über ihre Kontakte die Arbeitsvermittlung an der Straße auflösen und unterstützt die Errichtung einer Mauer um Arroyo Blanco – gegen „Coyoten, Schlangen, und Ausländer“. Nachdem die Wohnsiedlung zunächst bloß mit einem bewachten Tor abgeriegelt war, gegen das Delaney noch protestiert hatte, wird sie jetzt gänzlich ummauert.
Nach Schließung der Arbeitsvermittlung und Ankündigung von Razzien will Cándido mit América in die von Mexikanern bewohnte Siedlung Canoga Park ausweichen, wo er jedoch von einer Latino-Gang in eine Falle gelockt, zusammengeschlagen und seiner gesamten Barschaft beraubt wird. Verzweifelt geht er mit der hochschwangeren Frau zurück in den früheren Canyon; unterwegs stillen sie ihren Hunger aus der Mülltonne eines Restaurants. Durch die Erlebnisse gerät América in eine Art Schockstarre.
Später scheint Cándido wieder Glück zu haben: Er bekommt Arbeit, und zu Thanksgiving schenkt ihm ein Kunde in einem Supermarkt einen Truthahn – ein Werbegeschenk des Supermarkts, mit dem der Kunde selbst nichts anfangen kann. Beim Versuch, das Tier zu braten, löst Cándido jedoch einen Waldbrand aus, der großen Schaden verursacht und auch die Wohnsiedlung Arroyo Blanco bedroht, die dem Inferno in letzter Minute nur wegen einer Winddrehung entgeht. Nebenbei verliert Cándido ein weiteres Mal die gesamten Ersparnisse. Cándido und die hochschwangere América entkommen dem Feuer knapp und gelangen dabei in unmittelbare Nähe von Arroyo Blanco.
In einem Geräteschuppen bekommt América ihr Kind, ein Mädchen, das sie „Socorro“, spanisch für Hilfe, nennt. Cándido baut aus Holzpaletten und Trümmern, die er in den Gärten der evakuierten Siedlung findet, einen Unterstand an einem ihm sicher scheinenden Ort oberhalb der Siedlung, aber wieder am Bach. América vermutet inzwischen, dass ihr Kind blind sein könnte, und will zu einem Arzt, was Cándido aber verhindert. Er wiegelt ab: Das nötige Geld wäre ohnedies nicht vorhanden.
Delaney erlebt sich zu dieser Zeit als „von den Ausländern bedroht“: Nachdem an die Außenwand seiner Siedlung zweimal Graffiti mit obskurer Bedeutung (jedoch nicht in Spanisch) gesprüht wurden, versucht er die Sprayer zu stellen, zuletzt, indem er zwei Fotofallen benutzt, die er früher für die Dokumentation von Wildtieren angeschafft hatte. Auf einem der ersten Bilder erkennt er den Mann, den er seinerzeit angefahren hat: Cándido – der allerdings nichts mit den Graffiti zu tun hat, sondern unterwegs war, um aus den umliegenden Gärten Früchte zum Überleben zu stehlen. Delaneys Obsession richtet sich jedoch jetzt auf diesen Mexikaner. Am Weihnachtstag entdeckt er ihn in der Nähe des Supermarkts, stoppt seinen Wagen verkehrsbehindernd und versucht ihn zu stellen. Cándido flüchtet und provoziert dadurch einen Auffahrunfall, der auch Delaneys nahezu neuen Acura beschädigt.
Überzeugt, den Täter erkannt zu haben, und wütend über den Schaden an seinem Auto, verfolgt Delaney Cándido in strömendem Regen, kontrolliert ein weiteres Mal seine Fotofallen und muss feststellen, dass der Sprayer nicht der Latino, sondern der Sohn des Wortführers von Arroyo Blanco war. Das Beweismaterial vernichtet er, den Ausländer will er jedoch stellen und der Polizei übergeben. Er nimmt die Pistole an sich, zu deren Erwerb ihn der Vater des Sprayers einmal überredet hatte, und gelangt bis zu Cándidos Hütte. Während er die Waffe auf Cándido und América richtet, schwemmt eine Schlammlawine sie alle samt dem Unterstand fort. Cándido und América retten sich auf ein Dach, das Baby wird aber fortgerissen. Als Delaney am selben Dach angespült wird, greift Cándido nach der Hand seines Feindes.
Ein scheinbar im Hintergrund stehendes drittes „Paar“ sind zwei Mexikaner, die im selben Canyon, weiter flussabwärts, ihr Lager hatten. Meistens tritt bloß ein Mischling „mit Baseballmütze, Schirm nach hinten“, in Erscheinung, ein Macho, der sich während seiner Arbeitssuche an América heranmacht, zunächst abblitzt, sie aber wenig später zusammen mit seinem indigenen Kollegen vergewaltigt. „Der mit der Baseballmütze“ tritt auch gegenüber Kyra und Delaney mehrmals auf: Kyra belästigt er bei einem ihrer Verkaufsobjekte, Delaney auf einer seiner Wanderungen, bei der Delaney das Schlaflager der beiden am Bach bemerkt. Im Zuge des Brandchaos werden sie von Delaney angezeigt und verhaftet, jedoch mangels Beweisen entlassen.

## Themen
Der Roman schildert das Leben illegaler Einwanderer aus Mexiko in den USA. Diese Menschen, deren Leben in der Heimat von Armut, Arbeitslosigkeit und Gewalt geprägt ist, hoffen auf den American Dream: Sie wollen nicht nur den eigenen Lebensstandard und Sozialstatus verbessern, sondern unterstützen mit ihrem Lohn auch ihre Familien in Mexiko. Ihre Hoffnungen machen jedoch bald der Ernüchterung Platz: Ihre Arbeit ist hart und schlecht bezahlt, sie werden wie eine niedrigere menschliche Rasse behandelt (sexuelle Belästigung, Beschimpfungen, Umgang mit gesundheitsschädlichen Stoffen) und leben in ständiger Angst vor den Behörden.
Aufgrund ihrer meistens dürftigen schulischen Ausbildung können die Hispanics nur im Niedriglohnbereich arbeiten, etwa auf Baustellen oder Plantagen, und werden deshalb auch für das Sinken des Mindestlohns verantwortlich gemacht. Rassistische amerikanische Bevölkerungsgruppen sehen in ihnen die Ursache für Arbeitslosigkeit und wirtschaftliche Schwäche und begründen dies damit, dass dem Staat durch die illegalen Einwanderer Einnahmen aus der Lohn- und Einkommensteuer entgehen.

## Struktur und Erzählperspektive
Der Roman weist eine klare Gliederung in drei Teile mit den Überschriften Arroyo Blanco, El Tenksgeevee und Socorro auf. Die einzelnen Teile bestehen aus jeweils acht Kapiteln mit abnehmender Länge; der dritte Teil ist damit der kürzeste.
Die Handlung, die sich über einen Zeitraum von etwa sieben Monaten erstreckt, besteht aus zwei Erzählsträngen, in denen das Geschehen im Raum des Topanga Canyon aus verschiedener Perspektive geschildert wird. Zum einen werden die Ereignisse aus der Sicht des wohlhabenden weißen Paares Kyra und Delaney Mossbacher dargestellt, zum anderen aus dem Blickwinkel des verarmten mexikanischen Paares América und Cándido Rincón dargeboten, die sich als illegale Einwanderer in Kalifornien aufhalten.
Im Hinblick auf die Erzählhaltung bedient sich T. C. Boyle der Perspektive eines selektiven auktorialen Erzählers, der die vier Protagonisten als Reflektorfiguren benutzt, um neben dem äußeren Handlungsrahmen auch die innere Erlebnis- und Empfindungswelt der Figuren auszuleuchten und in deren Erinnerungen zuvor Geschehenes zu präsentieren, das mit einer Bewertung des Gegenwärtigen verknüpft werden kann.
Die Erzählperspektive ist in den einzelnen Kapiteln deutlich getrennt und wechselt sich ab: Wird in einem Kapitel das Leben der Mossbachers in der oberen Mittelschichtswelt geschildert, so beschreibt das nächste Kapitel die Lebenssituation der beiden Mexikaner aus der sozialen Unterschicht. Dabei markieren die Kapitelanfänge unmittelbar den Perspektivenwechsel; teilweise setzt die Geschichte genau an dem Punkt ein, an dem die Handlung des vorherigen Kapitels endet; teilweise wird ein und dasselbe Ereignis aus den unterschiedlichen Blickwinkeln der Protagonisten erzählt. Jeweils im fünften Kapitel des ersten und des zweiten Teils findet sich die Kolumne Delaneys Pilgrims at Topanga Creek, die den Handlungsverlauf symbolisch kommentiert. Im letzten Teil entfällt diese Kolumne; stattdessen wird von Delaneys Recherchen und seinen erfolglosen Bemühungen berichtet, sich auf das Schreiben zu konzentrieren.
Durch dieses Pendeln der Erzählperspektive wird der Blick auf die Gleichzeitigkeit der völlig unterschiedlichen Lebenswelten der beiden Paare geöffnet. Der alternierende Aufbau des Romans wird nur in zwei Kapitel unterbrochen, in denen sich die Handlungsstränge überlagern: im Kapitel II, 8 werden neben Kyras und Delaneys ebenso Cándidos Erlebnisse dargestellt; ebenso wird das letzte Kapitel III, 8 sowohl aus Sicht Cándidos und Américas als auch Delaneys erzählt.
The Tortilla Curtain setzt ein mit der Erinnerung Delaneys, die zugleich einen ersten Höhepunkt der Handlung bietet: Sein Lebensweg und der des mexikanischen Einwanderers überkreuzen sich gleich zu Beginn, als er Cándido anfährt und schwer verletzt. Die beiden Handlungsstränge des Romans werden anschließend in einer Folge von Missgeschicken stetig vorangetrieben; unterbrochen werden sie nur durch Phasen, in denen die Protagonisten versuchen, das Geschehen zu verarbeiten und sich von ihrem Schicksal zu erholen oder im Falle der Rincóns für kurze Zeit von einem besseren Leben träumen, bis sie der nächste Schicksalsschlag trifft.
Im letzten Kapitel des letzten Teils werden die unterschiedlichen Erzählstränge wieder zusammengeführt: die zweite schicksalhafte Begegnung zwischen dem Antihelden Delaney und dem mexikanischen Paar bildet zugleich den abschließenden Höhepunkt des Romans. Das Ende des Romans bleibt trotz des Deus-ex-machina-Effekts der glücklichen Rettung der Protagonisten und der finalen symbolischen Geste der gereichten Hand Cándidos offen. Nach den apokalyptischen Ereignissen im Schlussteil, die die blinde Socorro das Leben kosten, bleibt für den Leser unklar, wie sich die weitere Beziehungen der Geretteten zueinander entwickeln wird und was aus Arroyo Blanco und seinen Einwohnern werden wird.

## Zentrale Motive und Symbole

### Die Mauer um Arroyo Blanco
Die sechs Jahre alte Wohnanlage Arroyo Blanco, in der die Mossbachers leben, ist anfangs frei zugänglich. Im Verlauf des Romans wird die Siedlung jedoch nach und nach zu einer Gated Community, die gleichsam wie eine Festung durch eine hohe Mauer geschlossen und gesichert wird. Zu Beginn versucht Delaney Mossbacher – seinem Selbstverständnis als liberaler Humanist entsprechend – noch diesen Prozess aufzuhalten. Allerdings ist er gegen die wachsende Angst der Anwohner vor kriminellen Übergriffen durch die illegalen Einwanderer und das daraus resultierende Sicherheitsbedürfnis machtlos. Schließlich wird Mossbacher wie seine Frau und seine Freunde selber zu einem fremdenfeindlichen Rassisten. Die Mauer um Arroyo Blanco wird zugleich symbolisch zu einer Barriere gegen die Menschlichkeit.
Die Schilderung der fortschreitenden Ummauerung von Arroyo Blanco verleiht dem Roman satirische Züge, als Delaney gegen seinen Willen eine Gruppe mexikanischer Arbeitskräfte in die Siedlung hereinlassen muss, um auf seinem Grundstück die Mauer zu errichten, die eben jene mexikanischen Einwanderer abwehren soll. Eine ähnliche Widersprüchlichkeit zeigt sich auch in dem Verhalten anderer Bewohner der Siedlungsanlage. So holt beispielsweise Jim Shirley illegale Einwanderer nach Arroyo Blanco, um sie für einen Hungerlohn Arbeiten mit gefährlichen Stoffen ohne ausreichende Schutzkleidung verrichten zu lassen.
Ironischerweise bricht, kurz nachdem Kyra Mossbacher den Schutz durch die neue Mauer nochmals ausdrücklich ihrem Mann gegenüber herausstellt, das zerstörerische Feuer in dem Canyon aus und die gesamte Siedlung muss evakuiert werden; die Verkündung einer fast vollkommenen Sicherheit erweist sich als völlig trügerisch. In bildhafter Sprache bringt Boyle eine der Kernaussagen des Romans zum Ausdruck: der Schutz durch den Bau von Mauern und Zäunen selbst mit Sicherheitsschlössern an den Toren kann nicht gelingen. Die gilt für die Wohnsiedlung als weißes „Klein-Amerika“ wie auch für den Staat Kalifornien insgesamt. Der Grenzzaun zwischen Mexiko und den USA wird die illegalen Einwanderer ebenso wenig davon abhalten, nach Kalifornien zu kommen, wie die Ummauerung wilde Tiere oder Kriminelle daran hindern kann, in die Siedlung einzudringen.

### Der Kojote
Im Rahmen der zahlreichen Verweise auf die Tierwelt wird der Kojote zunächst wie die meisten anderen Motive als realistisches Element eingeführt und lässt in der Beschreibung des Schauplatzes das Thema von Natur und Kultur anklingen. Als wiederkehrendes Leitmotiv, das den gesamten Roman durchzieht, wird der Kojote jedoch zugleich zu einem wesentlichen symbolischen Bedeutungselement, das den wachsenden Spannungen im Verlauf der Handlung Ausdruck verleiht.
Während Delaney in seiner ersten Kolumne das Bild des Kojoten als das eines überaus anpassungs- und überlebensfähigen Raubtieres noch romantisch verklärt, sieht er in seinen weiteren Kolumnen den Kojoten als aggressiven, nicht aufzuhaltenden Eindringling. Er beklagt sich über das Verhalten der Bewohner von Arroyo Blanco, die achtlos ihren essbaren Wohlstandsmüll fortwerfen und damit die Kojoten anlocken, die praktisch alles fressen.
Auffällig werden auf der Ebene die illegalen, verelendeten, mexikanischen Einwanderer sichtbar, die wie die Kojoten die Gärten der wohlhabenden Weißen durchstreifen und die Mülltonnen nach Essbarem durchsuchen. Die hungrigen Kojoten reißen die Hunde der Mossbachers; ebenso verspeisen Cándido und América in ihrer Notlage Dame Edith, die nach der englischen Dichterin Edith Sitwell benannte Katze der Mossbachers, um nicht zu verhungern. Bereits zu Beginn des Romans findet sich eine erste Verknüpfung zwischen den Kojoten und den Mexikanern, als Delaney vorgibt, die Beule an seinem Auto, die bei dem Unfall mit Cándido entstanden ist, sei von einem Kojoten verursacht worden. In den Diskussionen um den Bau der Mauer um Arroyo Blanco wird mehrfach betont, dass diese sowohl vor den Mexikanern als auch vor den Kojoten schützen soll.
Delaneys Feststellung, die Kojoten seien auch mit einem Zaun nicht aufzuhalten, gilt gleichermaßen für die wachsende Zahl der mexikanischen Einwanderer. Wie die Kojoten besetzen auch diese wieder den Raum in Kalifornien, aus dem sie von den weißen Angloamerikanern einst vertrieben wurden, ohne dass die Weißen dies verhindern können. Die metaphorischen Verknüpfungen zwischen den illegalen Mexikanern und den Kojoten werden umso dichter, je mehr Delaney von der Vorstellung besessen ist, Cándido stellen zu müssen.
Im Grenzbereich des Tortilla Curtain hat der Begriff des Kojoten darüber hinaus noch eine weitere Bedeutung, die sich auch im allgemeinen Sprachgebrauch durchgesetzt hat. Cándido bezeichnet selber die kriminellen Schlepper, die Menschen wie ihn illegal über die Grenze bringen, als Kojoten. Wenn diese den verarmten Mexikanern das wenige Ersparte abgenommen haben, überlassen sie ihre Opfer dem weiteren Schicksal wie Raub, Vergewaltigung, Tötung oder Deportation.

### Hiob und Candide
Aufgrund der zahlreichen Schicksalsschläge, die das mexikanische Paar seit seinem Aufbruch nach Kalifornien erleiden musste, vergleicht Cándido sich im achten Kapitel des ersten Teils mit der Figur Hiobs aus dem Alten Testament. In der biblischen Geschichte wird Hiob, ein frommer und rechtschaffener Mann, von Gott auf Veranlassung Satans mit immer neuem Unglück konfrontiert, um seinen Glauben zu prüfen. Da Hiob unverschuldet leidet und alles verloren hat, geht er in seinem verzweifelten Protest zunächst bis zur Anklage und Herausforderung Gottes. Trotz der mehrdeutigen Antworten Gottes hält er schließlich jedoch unbeirrt an seinem Glauben an dessen Gerechtigkeit fest und hofft darauf, dass Gott ihn nicht alleine lässt. Für dieses Gottvertrauen wird er am Ende belohnt.
Ähnlich wie Hiob erleben auch Cándido und América eine Unglücksserie, in der sie alles verlieren. Cándido fühlt sich wie ein schiffbrüchiger Seemann („like a shipwrecked sailor“, S. 301), der immer wieder neu anfangen muss. Nach dem verheerenden Brand im Canyon kann er seiner hochschwangeren Frau kaum mehr helfen. Er bricht vor Erschöpfung fast zusammen, als er das schwere Plastikdach für die Hütte durch das Gebüsch trägt. Dabei denkt er an Christus, der sein Kreuz mit einer Dornenkrone auf dem Haupt nach Golgatha tragen musste, und fragt sich, wessen Leid größer sei. In dem apokalyptischen Schlussteil des Romans sieht er sich einer sinnlosen Zerstörungsmaschinerie ausgeliefert und verflucht Gott, um den Schöpfer selber für all sein vergangenes und noch kommendes Elend verantwortlich zu machen.
Die hier anklingende und durch die biblischen Bezüge akzentuierte Frage der Theodizee (Wie kann ein gütiger, gerechter, allmächtiger Gott das grausame Leiden in der Welt zulassen?) schafft eine Verbindung zum Candide-Motiv, auf das bereits zu Beginn mit dem Namen Cándidos intertextuell verwiesen wird. Die gleichnamige Hauptfigur in Voltaires philosophisch-satirischem Roman Candide (1759) steht allegorisch für den unschuldigen, naiven Menschen (frz. candide: arglos, gutgläubig; auch span. candido: naiv, einfältig), der lange Zeit voller Optimismus wie Leibniz an die „beste aller Welten“ glaubt, jedoch immer wieder in Katastrophen verwickelt und desillusioniert wird. Am Ende weiß der Voltairesche Candide aus eigener schlimmer Erfahrung, das „die beste aller Welten“ voller Unglück und Leid ist, für das es keine Erklärung gibt. Dessen ungeachtet verliert er jedoch anders als Cándidos nicht seine Zuversicht und gute Laune.
Trotz Cándidos Selbstbild als moderner Hiob-Gestalt und der unverkennbaren Übereinstimmungen mit der alttestamentlichen Geschichte Hiobs dürfen auch hier ebenso wenig die Unterschiede übersehen werden. Die Tragik der biblischen Hiob-Geschichte liegt vor allem darin begründet, dass Hiob ohne jegliches eigenes Verschulden allein aufgrund seiner Rechtschaffenheit und Frömmigkeit durch harte Schicksalsschläge auf die Probe gestellt wird. Cándidos Unglücksserie beginnt demgegenüber mit seiner eigenen Entscheidung, zusammen mit América als illegaler Einwanderer nach Kalifornien aufzubrechen. Damit hat er, wenngleich auf dem Hintergrund seiner erbärmlichen Lebenssituation in Mexiko durchaus verständlich, eine Wahl getroffen, die Risiken in sich birgt, der er sehr wohl kennt. Zudem lebt er mit der minderjährigen América zusammen, obwohl er noch mit deren Schwester verheiratet ist. Mit seinen großen Versprechungen von einem besseren Leben in den USA verführt er América dazu, mit ihm nach Kalifornien zu gehen. In der angespannten Situation beschimpft und schlägt er sie sogar. Anders als Hiob gibt er auch seine eigene Rechtschaffenheit oder seine eigenen Prinzipien auf, wenn es um das Überleben seiner Familie geht, und wird zum Dieb. Er fühlt sich durch das fortwährende Unglück aus irgendeinem Grunde bestraft, ohne dies genau verstehen zu können, und hadert daher mit seinem Schicksal, wobei er sein eigenes (Fehl-)Verhalten wiederholt vor einem imaginären Gegenüber zu rechtfertigen versucht.

## Wirkungsgeschichte
Mit seiner realistischen Erzählweise versuchte Boyle, das sozialkritische Anliegen von Steinbecks Roman Früchte des Zorns (The Grapes of Wrath, 1939) in die neunziger Jahre zu verlegen. Während in Steinbecks Werk die Migration und gnadenlose Ausbeutung der besitzlosen Wanderarbeiter aus Oklahoma zur Zeit der Great Depression thematisiert wird, die in Kalifornien neue Arbeit suchen, richtet Boyles Roman den Blick auf die illegale Einwanderung aus Mexiko und die daraus resultierenden sozialen Probleme. Anders als Steinbeck zeigt Boyle jedoch keine naturalistische Parteilichkeit, da er seinen eigenen Aussagen zufolge nicht bereit war, das Ästhetische der Literatur einem politisch eindeutigen Positionsbezug zu opfern: „I think it is much more realistic in the scenario to come to a conclusion, to think about this whole problem in a very complex way“.
Nach Boyle war The Tortilla Curtain sein „umstrittenster Roman […], als er erschien, denn ich behandelte darin das heiße Eisen eines sozialpolitischen Themas –  illegale Einwanderung in Südkalifornien –  und viele Kritiker nahmen sich das Buch mit starken Vorurteilen vor. Ich musste eine Menge von Beschimpfungen, inklusive (meine Lieblingsbeschimpfung) ‚menschlicher Abfall‘ in einer Radiosendung in San Francisco genannt zu werden, hinnehmen. Nachdem die Menschen im Laufe der letzten paar Jahre die Möglichkeit hatten, etwas tiefer über das Buch nachzudenken, haben sich die Wogen geglättet und ‚América‘ (The Tortilla Curtain) ist zu einem modernen Klassiker geworden. Es ist mein weitaus populärster Titel, der sowohl in Highschools als auch in Universitäten im ganzen Land viel gelesen wird.“
Dabei wurde Boyle nach der Veröffentlichung von The Tortilla Curtain von verschiedenen Seiten angegriffen.
Einerseits wurde ihm in den USA wiederholt vorgeworfen, er schreibe über eine bestimmte ethnische Gruppe von Menschen, der er selbst nicht angehöre; sein Werk sei daher „politisch nicht korrekt“. Boyle wehrte sich gegen diesen Vorwurf der fehlenden „political correctness“ mit dem Argument, dann dürfe er auch nicht über Frauen oder ältere Menschen schreiben, da er weder eine Frau noch alt sei; diese Kritik sei daher „lächerlich“ („ridiculous“) und „völlig absurd“ („totally absurd“).
Andererseits hielten konservative Kritiker Boyle vor, er gehe in seinem Roman mit den illegalen mexikanischen Einwanderern zu nachsichtig um, wohingegen die weißen Protagonisten im Roman überwiegend negativ charakterisiert würden.
Im Gegensatz zu diesen Reaktionen in der Literaturkritik wurde The Tortilla Curtain von der Leserschaft auch in den USA durchaus positiv aufgenommen. In Frankreich erhielt der Roman 1997 den Prix Médicis Etranger für den besten ausländischen Roman; in Deutschland stieß das Werk von Anfang an überwiegend auf positive Resonanz, wie beispielsweise die Reaktionen an der Universität Göttingen zeigen.
Seit etlichen Jahren finden sich auch in deutschen Englischbüchern für die Sekundarstufe II an Gymnasien Auszüge aus The Tortilla Curtain. Es war bzw. ist zudem Pflichtlektüre für das niedersächsische Zentralabitur 2006 und 2007, das nordrhein-westfälische Zentralabitur 2007, das saarländische Zentralabitur 2008, das Hamburger Zentralabitur für Grundkurse 2009, das hessische Landesabitur für Leistungskurse 2014 und 2015 und für das nordrhein-westfälische Zentralabitur für den Leistungskurs Englisch am Berufskolleg im Schwerpunkt Betriebswirtschaftslehre mit Rechnungswesen 2014 bis 2016.
2013 wurde der Roman für die Aktion Eine Stadt. Ein Buch. ausgewählt, bei der die Stadt Wien alljährlich 100.000 Exemplare eines bedeutenden Werks als Sonderdruck gratis verteilt.